# 徳島県道216号花園日開野線
徳島県道216号花園日開野線（とくしまけんどう216ごう はなぞのひがいのせん）は、徳島県小松島市を通る一般県道である。

## 概要
小松島市日開野町の国道55号交点から徳島県道33号小松島佐那河内線交点に至る。

### 路線データ
- 起点：徳島県小松島市日開野町（国道55号交点）
- 終点：徳島県小松島市日開野町（徳島県道33号小松島佐那河内線交点）
- 総延長：現道914 m・旧道839 m[1]

## 歴史
- 1959年（昭和34年）1月31日 - 徳島県道花園日開野線として認定。
- 1972年（昭和47年）3月10日 - 現在の徳島県道216号として再認定。
- 2008年（平成20年）2月6日 - バイパス（現在の現道）が開通。

## 路線状況

### バイパス
2008年（平成20年）2月6日、ローソン小松島堀川町店前交差点から国道55号へ至るバイパス路線が開通。全線2車線で両側に歩道が整備された走りやすい道となり、県南部から徳島赤十字病院へのアクセスが約4分の短縮となった。
県によると、カーラーの救命曲線によれば小松島市内大林町からの搬送の場合、呼吸停止症状の救命率が15 %から50 %に、出血多量の救命率は90 %から100 %に向上する効果がある「命の道」だと重要性を訴えている（同年1月21日記者会見で）。同様に同年度に開通した日和佐道路も県南部で救急医療に寄与しているとされる。

## 地理

### 通過する自治体
- 徳島県
  - 小松島市

### 交差する道路
| 交差する道路                    | 交差する場所 | 交差する場所 |
| ------------------------------- | ------------ | ------------ |
| 国道55号 国道195号 重複         | 日開野町     | 起点         |
| 徳島県道136号宮倉徳島線         | 日開野町     |              |
| 徳島県道402号阿南徳島自転車道線 | 日開野町     |              |
| 徳島県道33号小松島佐那河内線    | 日開野町     | 終点         |

### 沿線
- 小松島郵便局
- 小松島市立南小松島小学校
- 徳島県立小松島高等学校
- JR四国牟岐線 南小松島駅